# Guibourtia hymenaefolia
Guibourtia hymenaefolia är en ärtväxtart som först beskrevs av Stefano Moricand, och fick sitt nu gällande namn av J.Leonard. Guibourtia hymenaefolia ingår i släktet Guibourtia och familjen ärtväxter. Inga underarter finns listade i Catalogue of Life.